# César Augusto Asencio Adsuar
César Augusto Asencio Adsuar (Alacant, 17 de març de 1962) és un polític valencià, va ser alcalde de Crevillent des de 1995 fins a 2019 i diputat a les Corts Valencianes en la VII i VIII legislatures.

## Biografia
Llicenciat en dret, s'afilià al Partit Popular, amb el qual fou candidat a les eleccions a les Corts Valencianes de 1987 (no fou escollit), regidor a l'ajuntament de Crevillent el 1987 i diputat provincial des de 1991 a 2007 i de 2011 a 2019. El 1995 fou escollit alcalde de Crevillent amb el suport de Falange Española, i a les eleccions de 1999, 2003, 2007 i 2011 revalidà l'alcaldia amb majoria absoluta. A les eleccions a les Corts Valencianes de 2007 i de 2011 fou elegit diputat per la província d'Alacant, tot i que en aquesta darrera va renunciar a l'acta al cap de poc per tal de centrar-se en les tasques de vicepresident de la Diputació d'Alacant. També ha estat secretari regional del PP de Política Autonòmica i Local, i fou secretari general del partit de manera interina (a l'octubre de 2009) després de la destitució de Ricardo Costa per la seua presumpta implicació a la trama de corrupció política coneguda com a Cas Gürtel. Dues setmanes més tard, el Comité Executiu Regional del partit decideix substituir-lo en el càrrec per Antonio Clemente.
La seua ideologia conservadora fou difosa pels mitjans de comunicació arran del nou càrrec orgànic pel fet que el 1979 va publicar un article on negava l'holocaust nazi al periòdic alacantí Información. El 2017 es va difondre que el 1980 publicà altre article de contingut ideològic neonazi.